# Sergio Corino
Pour les articles homonymes, voir Corino.
Sergio Corino Ramón (né le 10 octobre 1974 à Bilbao au Pays basque) est un joueur de football espagnol, qui évoluait au poste de défenseur.

## Palmarès
Espagne espoirs
- Euro espoirs :
  - Finaliste : 1996.